# 코이소라
코이소라(恋色空模様, こいそら, 사랑색날씨 또는 사랑색모양)는 스튜디오 녹차의 2010년 작 어덜트 게임이다. 특징이라면 마치 애니처럼 편으로 나뉘어 있고 한부가 시작할 때마다 오프닝과 제목, 지난 이야기를 보여주고 한 부가 끝날 때마다 다음부의 예고를 보여준다. 2011년에는 팬 디스크가 발매되었다.

## 개요
스튜디오 녹차에서 2010년 초반기에 발매된 미연시로, 신인인 루차에의 원화를 고용했다. 80년대 애니풍인 스토리라인으로 인하여 미연시 오타쿠 사이에서는 비판여론이 존재하기도 한다. 2011년에는 일본의 에로게 사이트인 겟츄에서 2010년 PC게임 인기투표 1위를 달성하기도 하였다.

## 줄거리
주인공인 '이토 세이고'는 어린 시절을 보냈던 카미나 섬에 있는 부모님의 연구소 때문에 전학을 오게 되고, 정들었던 소꼽친구와 여동생을 만나고, 새로운 친구들을 사귀게 되어 즐거운 학교 생활을 보낸다. 그러나 그것도 잠시, 그들이 재학 중인 학교는 부동산 업자 아리마가 노리는 곳이였다. 과연 주인공과 친구들은 이 음모를 막아낼수 있을까?

### 카미나섬 크루세이더즈
주인공과 친구들이 부동산 업자 아리마의 음모에 맞써 결성한 단체. 학교의 폐교를 반대한다.

## 등장인물

### 메인 캐릭터
이토 세이고(伊東 誠悟)
성우 : 없음
주인공. 전학 온 후 친해진 하사시에게 애로책을 받게 되고, 이로 인해서 풍기위원에게 쫓기는 신세가 되어버린다. 그리고 요리를 매우잘하고 공구같은 것도 능숙하게 잘다루는데, 이로 인해 카요코의 집의 보수를 해주게 된다. 특히 가사 실력은 '남자에게 가정과가 있다면 여자들도 못 따라온다'라고 할 정도라고 한다. 가정이든 기술이든 실력은 확실해 키요미에게도 인정 받을정도이다. 알고보면 만능캐.
카노 카요코(加納 佳代子)
근검 상무. 고독을 사랑하는 쿨한 검도 소녀.
생일 : 10월 10일/성별 : 여/별자리 : 천칭자리/혈액형 : AB형/신장 : 163cm/85(D)-59-84
메인히로인. 언제나 냉정한 여자 아이. 섬세한 일(기계, 요리)은 잘 못하는 반면 검술은 최고 실력을 자랑한다. 그녀의 루트에서는, 세이고가 상처 입는 것을 보고는 분노하여 재정신을 잃은 체로 칼을 휘두른다. 그리하여 학원에서 카요코를 내 쫓을 것인지 아닐 것인지 결정하는데, 주인공이 이를 반대하여 그녀는 학원에 돌아온다. 이후, 주인공이랑 사이가 점점 가까워 지고 연인이 되는 것으로 끝난다.
시노하라 세라(篠原 聖良)
성우 : 츠키시로 마나(月城 真菜)
유아독존. “나”최강 주의의 금발 트윈 테일.
생일 : 3월 25일/성별 : 여/별자리 : 양자리/혈액형 : B형/신장 : 160cm/82(C)-57-84
풍기 위원 제 2반 반장. 영국인과 일본인의 혼혈이라서 머리카락 색이 금발인데, 금발인 것이 드물기 때문에 섬에서도 다양한 이명으로 알려져 있다. 주인공이 애로책을 들킨 이후로 점차 가까워진다.
핫토리 아야(服部 彩)
성우 : 아구미 오토(安玖深 音)
저돌 맹진. 밝고 건강한“멍멍이”계 소꿉 친구.
생일 : 5월 5일/성별 : 여/별자리 : 황소자리/혈액형 : O형/신장 : 155cm/80(B)-58-84
주인공의 소꿉친구로 매우 활발하고 밝은 여자 아이. 먹는 것을 매우 좋아하며 야한 단어에 약하다. 성적은 하루키 못지않게 낮은편, 조례시간이나 어려운 수업시간만 되면 졸아버린다.
우츠미 시즈나(内海 静奈)
재색 겸비. 언제나 멍한 아가씨“생도회장”.
생일 : 8월 31일/성별 : 여/별자리 : 처녀자리/혈액형 : A형/신장 : 167cm/88(E)-59-87
주인공이 재학 중인 학원의 학생회장. 지역 유지인 우츠미가의 딸로서 금이야 옥이야 길러왔으나 이것이 답답했다. 그리하여, 섬 바깥의 세계를 동경하여 주인공에게 도시에 관한 것을 이것저것 묻는다. 우츠미가에서 돌보는 남동생이 있어서인지, 나중에는 세이고에 대해서 가끔 아기 말로 달래는듯한 언동도 취한다.
이토 미코토(伊東 美琴)
성우 : 나츠노 코리(夏野 こおり)
우형혐매. “불쾌한 디폴트”차가운 여동생.
생일 : 12월 15일/성별 : 여/별자리 : 사수자리/혈액형 : A형/신장 : 152cm/78(A)-55-82
의붓 여동생 이자 학교의 보건 위원. 그러나 몸이 약하여 주인공과 같이 살지 못하고 여기 카미나 섬에 요양중이다. 주인공을 변태로 간주하며 자기를 어린아이 취급하는 것을 싫어한다. 어렸을때는 잘 따르는편이었지만 지금은 경멸(?)하는편이다. 하지만 그 와중에도 여전히 호의를 가지는 츤데레. 참고로 선택지에서 그녀 이외의 루트를 선택할 경우 부모님의 연구에 동행하게 되어 그후로는 등장하지 않는다.

### 서브 캐릭터
토도 하루키(藤堂 春樹)
주인공의 같은 반 친구. 세이고와 항상 같이 다니며, 많은 도움이 되어준다. 에필로그에서는 세이고, 히사시와 함께 풍기위원에게 쫓기던 중 세라에 의해서 붙잡히게 되는데, 그 후에는 세라를 보면 벌벌 떨게 된다. 별명은 '산원숭이'
운동실력은 뛰어나지만, 성적은 바닥이다. 쓰는 말도 틀리고, 산수에도 약할정도의 바보지만 친구를 소중히 아낀다.
이전 카요코에게 접근했다가 결투에서 참패를 당한후, 그녀앞에서는 엄청 소심해진다.
아베 히사시(阿部 久志)
주인공의 친구. 주인공이 전학 온 후에 친해지자 에로책을 준다. 이로 인해 풍기위원에게 쫓기는 신세가 되어서 세라에게 붙잡히게 된다. 사진을 촬영하는 것이 취미다. 이래 봬도 뿌리는 성실한편이다. 행동도 변태인데 심지어 M이다.
나중에 시즈나로부터 학생회장의 자리를 이어받는데, 그후 부회장이된 하시모토에게 고백할려했다가 말하기도전에 거절당한다.
히라야마(平山)
팬디스크 『아하에하』에 등장한 신캐릭터.
이하 4명은 팬디스크의 히로인으로 승격한다.
나카니시 아이코(中西 藍子)
성별 : 여/혈액형 : A형/신장 : 153cm/80(A)-W56-H83
시즈나를 동경해 학생회의 서기가 된 소녀. 미코토와는 친구로 그녀의 상담 상대이기도 하다.
미키 마치코(三木 真智子)
성별 : 여/혈액형 : A형/신장 : 158cm/B81(B)-W59-H83
세라와 쌍벽을 이루는「강철의 안경」이라고 불리는 풍기 위원이다. 낙관적인 세라에 비해 융통성이 없는 엄격한 성격이다. 별명은「맛짱」이지만 별명으로 부르면 엄청 화낸다.
하시모토 유우키(橋本 優喜)
생일 : 11월 29일/성별 : 여/혈액형 : A형/신장 : 160cm/B85(D)-W58-H84
풍기위원 제 2반의 유일한 부원. 세라와 훈련 하는 것을 본 세고와 점차 친해지게 된다. 항상 세라와 같이 다니면서 챙겨준다.
모나이 키요미(毛内 清美)
성별 : 여/혈액형 : B형/신장 : 168cm/B86(E)-W59-H84
학생회 부회장. 친가는 대대로 우츠미가의 시중을 들어온 집안이다. 시즈나와 어렸을때부터 지내왔다. 시녀겸 친구 관계인 셈이다. 자신의 성씨 [모나이(毛内)]를 좋아하지 않아서 성씨로 부르면 화낸다. 실은 고소공포증이라고 한다.

## 공통루트
이 항목에는 공통루트의 전반적인 부분을 기록한다.

### 프롤로그
주인공인 '이토 세고'는 같은 반 친구인 히사시에 의해 풍기위원에게 쫓기게 되는데, 그중에 칼을 들고 있는 소녀 '카노 카요코'를 만나게 되고, 도움을 받아서 한숨을 돌리게 된다. 하지만 풍기위원인 '시노하라 세라'를 만나게 되는데, 이로 인해서 다시 한번 쫓기게 된다. 그러던 중 소꿉친구인 '핫토리 아야'를 만나서 도움을 받아 세라에게서 탈출하고, 교내로 들어가려던 중에 학생회장인 '우츠미 시즈나'를 만나서 도움을 받게 되고, 후에 도쿄에 관한 이야기를 해줄 것을 약속한다. 그리고 히사시에게 부탁 받은 물건을 회수하고 풍기위원을 만나게 되는데, 중립입장을 취하고 있으며, 풍기위원을 들어올 수 없는 보건실로 도망을 가는데, 거기서 자신의 여동생이자 보건위원인 '이토 미코토'를 만나고, 얼마 후 세라가 들어온다. 그런데 치료를 받던 도중에 히사시에게 부탁 받은 물건을 떨어뜨려 버리고 마는데...

### 1부~2부
주인공인 '이토 세이고'는 입학 후 첫날에 우연히 칼을 든 소녀 '카요코'를 만나게 된다. 그녀는 주인공에게 손수건을 준다. 다음 날 아침, 그는 학교에서 그녀가 같은 반 임을 알게 되고 관심을 가지게 된다. 곧 주인공은 우연히 그녀의 옷 갈아입는 모습을 보게 되었다. 그는 별 수 없이 사과하러 그녀의 집에 갔다. 거기서 주인공은 그녀의 사정도 알게 되고 집 수리도 도맡게 되었다.

### 3부~4부
그 날 이후로 풍기위원장인 '세이라'도 그에게 관심을 보인다. 그리고 단련을 빙자로 한 대결을 벌인다. 그러나 주인공은 치마 벗기기로 이를 벗어난다. 주인공은 카요코랑 세이라가 승부를 벌인 다는 것을 듣게 되고, 카요코에게 쉽사리 져 버렸다는 것을 알게 된다. 카요코는 승부에 걸린 상품은 그냥 놔 두고 간다.
한편, 주인공은 예전에 섬을 떠날때 '아야'랑 했던 약속을 기억하고는 비 내리는 선착장에서 다시 만난다. 그러나, 이들은 실수하여 바다에 빠져 감기에 걸리고 만다.

### 5부~6부
감기 걸리기 전 날 학생회장 시즈나에게 '동경의 이야기를 해주겠다'라고 주인공이 말했으나, 항구에서 아야와 함께 바다에 빠지는 사고로 인해 감기에 걸려 나오지 못하였다. 그러나, 주인공은 학교에 다시 나오고 만다. 시즈나는 "약속 안지키면 방송으로 불러 내갰다" 라고 전화로 협박한다. 그러자, 주인공은 시즈나에게 동경 이야기를 하고 닭장 수리를 하는 것으로 끝난다.
주인공에게는 츤데레 동생인 미코토가 있다. 그녀는 주인공 주의에서 호감을 가지는 여자들이 늘어나자 질투를 했다.

### 7부~8부
학원에서는 체육대회가 벌어졌다. 주인공은 이에 적응하지 못하였다. 친구들은 우려하여 주인공에게 오만 질책을 다 하여 결국 나가도록 한다. 거기에서, 주인공은 세이라와 함께 달리기 경주를 하게 되고 지게 될 시, 하루종일 아무 거나 시키는 벌을 하게 된다.
그리고 그는 카요코의 집을 또다시 고쳐주었다. 여동생인 미코토의 간호도 한다.

### 9부~10부
학교를 재 개발할 목적으로 부동산 업자가 부패한 교장과 교감에게 재안을 한다. 이 카미나 섬에 왠 불량배들이 나타난다. 카요코는 그들을 때어 놓을 생각이였으나, 부동산 업자 아리마가 그들을 데리고 간다.
그 후, 이 학교의 교장과 교감은 갑작스럽게 학교를 폐교한다는 선언을 한다. 이유는 학교가 노후화되었기 때문. 그러자, 마을 주민들과 학생들은 반발하며 서명서를 관공소에 재출하러 가는 순간... 갑자기 하루히와 히사가 습격받았다는 것이다. 학교 측은 이를 수습하기는커녕 일을 덮는다. 동시에 반대 운동은 사그라 든다.
히사는 분노하여 집에 틀여박혀 나오지 않는다. 아야는 이를 보고서는 혼자서라도 반대해야 한다면서 밖으로 나갔다. 그 불량배들과 또 다시 마주쳤다. 다행히 카요코 등 친구들이 재때 와주어 큰 피해는 없었다. 결국 주인공을 포함한 4명은 반대운동을 벌이기로 한다.

### 10부~11부
반대운동에 앞장섰던 아사/히사가 낙제를 받게 되었다. 주인공과 친구들은 그들을 어떻게든 가르칠려고 노력하여 100점을 받는 데까지 이른다. 그리고 그들은 자유로운 부 활동을 위한 'DIY 부'라는 가짜 부를 만들어서 교장/교감 실에 CCTV를 설치한다.

### 12부~14부
주인공과 친구들은 'DIY 부'의 첫 활동으로 낡은 교사의 수선을 빙자한 활동을 한다. 그것은 고급 CCTV의 설치를 통한 감시였다. 감시 장소는 양호실로 정했다. 그런데 고문 선생이 없다는 문제가 발생했다. 만약 고문 선생이 없으면 그 부는 즉시 폐부였다. 주인공과 친구들은 서류를 위조하기로 한다. 빈 틈을 노려서 교장 몰래 교감을 고문으로 정한 것이다.

### 15부~16부
1학기 종업식 연설 때 교장은 뻔뻔스럽게도 폐교를 정당화하는 연설을 한다. 그러자 주인공인 세이고는 그 자리에서 의혹을 발설하고 만다. 교장과 교감은 즉시 감시를 강화한다. 학교 내에서 이 일이 알려지면서 아이코, 유우키, 키요미도 가담한다. 주인공은 자신이 말한 행동을 후회한다. 그리고 아이디어를 생각해 낸다. 여름 휴가를 가장한 역감시 작전이다. 학생들을 여름 휴가로 보내면서 교장과 함께 가기로 한다. 이 때 주인공은 친구들과 연인인 척 하기로 한다. 과연 누가 연인인 척 할 것인지 크루세이더 내부에서는 초유의 관심사이다. (분기점) 세이고는 카요코와 함께 연인인 척 하기로 한다. 카요코는 갑자기 "자신은 과거가 없다." 라고 말한다. 세이고는 왠지 모를 불안감을 느낀다.

### 17부
사태는 달라지기 시작한다. 아리마가 이 사태에 개입하기 시작하면서 그들의 CCTV는 들키고 만다. 동시에 선도부도 DIY 클럽을 감시하기로 한다. 크루세이더즈는 그저 어쩔 수 없이 묵묵히 DIY 활동만 한다. 세이고는 걱정한다. 다행히 DIY부중 만난 학생부원 미치코가 "개인적으로는 크루세이더즈의 활동을 지지한다." 라고 말한다.

### 18부
학교 내에서의 감시가 심해졌음을 세이고는 알게 된다. 그러기에 방법을 바꾸어 땅 주인에게 직접 접촉을 시도해 본다. 카요코는 '칼을 휘두르는 사람 대책' 운운으로 학생부를 따라 나선다. 그 곳에서 교감이 불량배들에게 공격을 당하는 것을 목격한다. 세이고는 교감을 보호하다가 칼에 다치고 만다. 갑자기 카요코가 이상한 반응을 일으킨다. 곧 카요코가 주인공에게 칼을 휘두르고 만다. 그러나 세이고에게 이미 칼은 베였다. 카요코는 다음날 주인공에게 말한다. "자신은 과거가 없다." "사실 나는 살인자였다." "나는 가문의 양자로 들어왔다." "나는 피(공포)만 보면 암시가 걸려서 살인 인형이 되고 만다." 주인공은 이런 고백을 받아들인다.

## 지명
- 카미나 섬(神那島, かみなじま)：이 작품의 무대가 되며, 주인공과 친구들이 사는 섬. 주소득원은 해산물과 귤이다. 최근에는 대교가 개통되었다.

## 시스템 특징
이 게임은 대화를 기존 비주얼 노벨의 상하 좌우 창이 아닌 말풍선 창으로 표시하고 있다. 또한, 인물의 이동이 실시간으로 표시된다는 것도 있다.

## 각 장별 제목
애니메이션 제목처럼 각 장 별로 제목이 존재한다. 이름은 다음과 같다.

### 제 1부
- 프롤로그
- 제 1화 : 신경쓰이는 소녀의 흰 손수건(気になる少女の白いハンカチ)
- 제 2화 : 소녀와 대야와 낡은 저택(少女とタライとオンボロ屋敷)
- 제 3화 : 금발악마는 뜨거운게 좋아(金髪悪魔はお熱いのがスキ)
- 제 4화 : 항구는 추억의 바람을 싣고(港は思い出の風を乗せて)
- 제 5화 : 부드러운 학생회장은 아가씨(ふんわり生徒会長はお嬢様)
- 제 6화 : 기분이 좋지 않은 여동생의 속마음의 속마음(不機嫌妹の本音の本音)
- 제 7화 : 이어지는 생각, 이어지는 마음(繋がる想い、繋がる心)
- 제 8화 : 잘 가라, 즐거운 날들(さらば、楽しき日々)
- 제 9화 : 학원광상곡(学院狂想曲)

### 제 2부
- 제 10화 : 시동(始動)
- 제 11화 : 집결(集結)
- 제 12화 : 작전(作戦)
- 제 13화 : 감시(監視)
- 제 14화 : 신념(信念)
- 제 15화 : 비밀(秘密)
- 제 16화 : 성의(誠意)
- 제 17화 : 의지(意地)
- 제 18화 : 혁명(革命)
- 제 19화 : 결의(決意)
- 제 20화 : 운명(運命)

## 주제가
제 1부, 제 3부 오프닝 - 두명색(色)
노래 : Duca
제 2부 오프닝, 본편 삽입곡 - Revolution
노래 : Duca
제 2부 엔딩 - 앞으로의 미래에
노래 : Nao
제 3부 엔딩 - 그래피티(Graffiti)
노래 : 시모츠키 하루카

## 팬 디스크
2011년 10월 28일 코이소라의 팬디스크가 발매되었다.

## 제작진
- 원화 : 고토 나오 (루차에)
- 시나리오 : 스즈메 코지

## 같이 보기
- 스튜디오 녹차